# Sydkinesisk tiger
Sydkinesisk tiger (Panthera tigris amoyensis) är en av de minsta och mest sällsynta underarterna till tigern i världen.
Experter tror att det lever färre än 30 exemplar vilda i naturen. Sista gången en vild sydkinesisk tiger sågs i naturen var 1964. Det är cirka 47 stycken tigrar levande i fångenskap, de flesta tillhörande och boende i kinesiska zoo.
Epitet för underarten, amoyensis, syftar på det äldre namnet för den kinesiska staden Xiamen.

## Kännetecken
Den sydkinesiska tigerhanen väger mellan 150 och 200 kilogram och längden ligger mellan 250 och 265 centimeter (med svans). Den tyngsta kända individen hade en vikt på 175 kg. Honor når en längd mellan 230 och 240 centimeter och väger bara mellan 100 och 115 kg.
Underarten är mera rödaktig än bengalisk tiger. De svarta strimmorna är bredare och har större avstånd från varandra. Strimmorna delar sig ofta i flera segment vid kroppens sidor och vid buken går de ofta över i svarta fläckar. Underarten visar sällan anlag till en man vid nacken. Under den kalla årstiden har pälsen ibland längre hår.

## Utbredning och populationsutveckling
Sydkinesisk tiger hade tidigare ett stort utbredningsområde. Den förekom norrut till 40:e breddgraden och avlöstes där av den sibiriska tigern. I syd gränsade den i provinserna Guangxi, Yunnan och Guangdong till utbredningsområdet av indokinesisk tiger. Västerut fanns underarten fram till mellersta Kina. 1949 fanns enligt uppskattningar omkring 4000 individer. Under det Stora språnget förklarades tigern och andra rovdjur vara "folkets fiender" och en utrotningskampanj inleddes under 1950-talet.
Idag förmodas populationsrester i provinserna Guangdong, Fujian, Hunan, Jiangxi och Zhejiang. På grund av den oklara situationen listas underarten av IUCN som akut hotad (critically endangered).
Vissa zoologer tror att underarten är utdöd i naturen. I oktober 2007 berättades att underarten blev fotograferade i naturen men i juni 2008 avslöjades att bilden var en förfalskning.
En grupp djurskyddsaktivister planerar återinföra underarten i sitt gamla utbredningsområde. De utvalda tigrarna lever för närvarande i ett reservat i Sydafrika, där de ska vänja sig att jaga och fortplanta sig självständigt.
I början fanns 4 vuxna individer i reservatet och bägge honor födde 2 ungdjur. Ett ungdjur dog i en infektion och en vuxen individ dog i ett hjärtfel. Idag finns alltså 6 individer som ingår i projektet.